# 塞格纳环形山

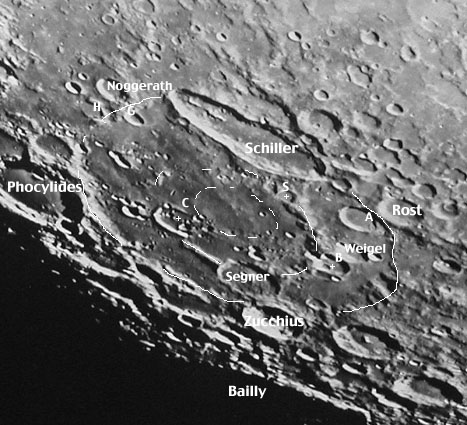
塞格纳环形山的周边，月球轨道器3号拍摄。

塞格纳环形山（Segner）是月球正面西南边沿附近一座古老的大撞击坑，约形成于45.5-39.2亿年前的前酒海纪，其名称取自匈牙利科学家约翰·安德烈亚斯·冯·泽格纳（1704年-1777年），1935年被国际天文学联合会正式接受。

## 描述
该陨坑位于席勒-祖基盆地西南部，西北毗邻更大的福西尼德环形山、西南偏西与祖基环形山接壤，外形奇特的席勒环形山和略小的韦格尔陨石坑分别位于它的东北和东面、东南偏南则坐落了贝蒂尼环形山。
该陨坑中心月面坐标为58°58′S 48°41′W / 58.96°S 48.68°W，直径67.84公里，深约2.75公里。
塞格纳环形山有一圈低矮且已严重磨损的坑壁，没有相邻的祖基环形山那般突出醒目。它的北侧壁被撕开了一道狭窄的裂口，东侧壁则形成了一片向外延伸的隆起高地，东侧壁上其中一处壁峰高出周边地形达2400米；一道低矮、宽厚的山脊从它的西北侧壁一直伸向了北面；而西南偏南段坑壁则与祖基环形山连成一体。塞格纳环形山内部容积约有4048.64立方千米，坑底表面地势交错，但没有中央峰，西部及北部区较为平坦，散布有许多细小的撞击坑；西南部地表更为粗糙崎岖；中心区附近略为低洼，靠东北坐落了一对醒目的小杯状坑。

## 卫星陨石坑
按惯例，最靠近塞格纳环形山的卫星坑将在月图上以字母标注在它的中心点旁边。

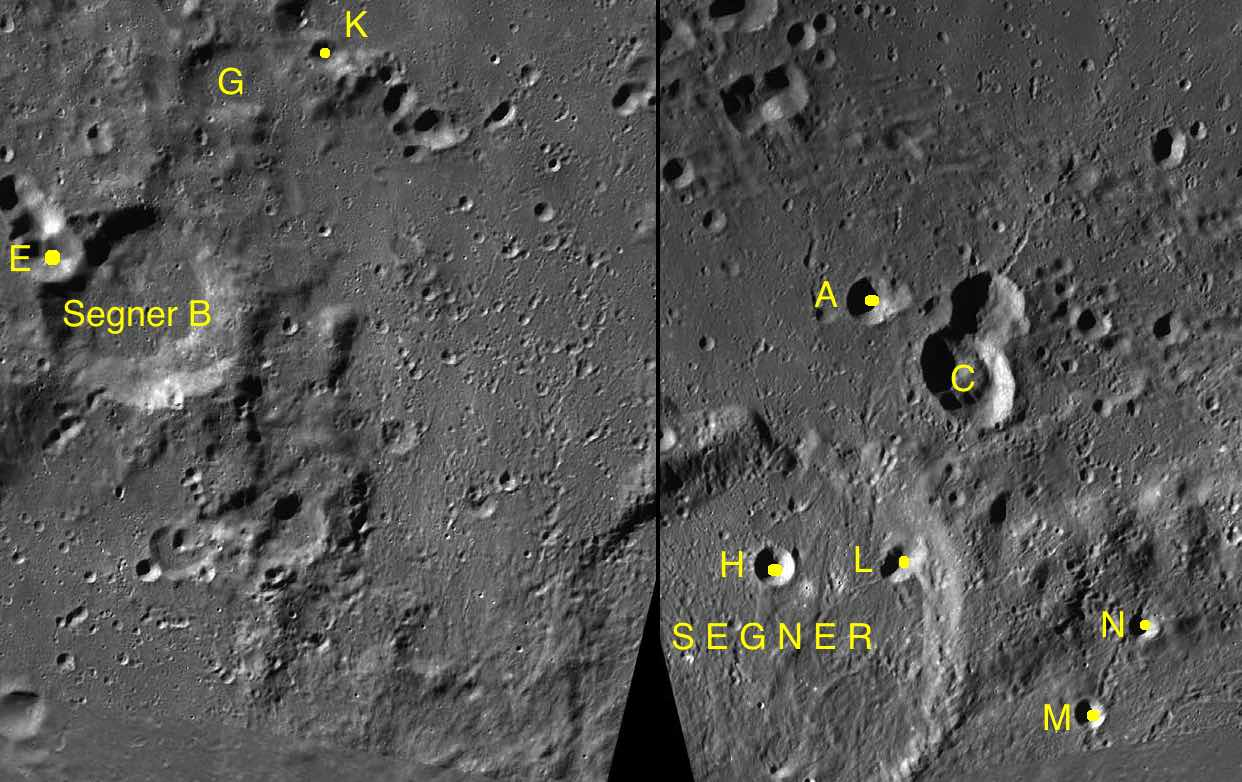
LAC-124和LAC-125拼接图

| 塞格纳 | 纬度    | 经度    | 直径    |
| ------ | ------- | ------- | ------- |
| A      | 57.2° S | 47.0° W | 9 公里  |
| B      | 57.8° S | 56.0° W | 35 公里 |
| C      | 57.7° S | 45.9° W | 19 公里 |
| E      | 57.6° S | 56.9° W | 13 公里 |
| G      | 56.4° S | 55.3° W | 12 公里 |
| H      | 58.4° S | 48.0° W | 7 公里  |
| K      | 56.1° S | 54.1° W | 10 公里 |
| L      | 58.7° S | 47.0° W | 5 公里  |
| M      | 59.8° S | 45.3° W | 5 公里  |
| N      | 59.2° S | 44.2° W | 5 公里  |

## 另请参阅
- Andersson, L. E.; Whitaker, E. A. . NASA RP-1097. 1982.
- Blue, Jennifer. . USGS. July 25, 2007  [2007-08-05]. （原始内容存档于2018-12-25）.
- Bussey, B.; Spudis, P. . New York: Cambridge University Press. 2004. ISBN 978-0-521-81528-4.
- Cocks, Elijah E.; Cocks, Josiah C. . Tudor Publishers. 1995. ISBN 978-0-936389-27-1.
- McDowell, Jonathan. . Jonathan's Space Report. July 15, 2007  [2007-10-24]. （原始内容存档于2018-12-25）.
- Menzel, D. H.; Minnaert, M.; Levin, B.; Dollfus, A.; Bell, B. . Space Science Reviews. 1971, 12 (2): 136–186. Bibcode:1971SSRv...12..136M. doi:10.1007/BF00171763.
- Moore, Patrick. . Sterling Publishing Co. 2001. ISBN 978-0-304-35469-6.
- Price, Fred W. . Cambridge University Press. 1988. ISBN 978-0-521-33500-3.
- Rükl, Antonín. . Kalmbach Books. 1990. ISBN 978-0-913135-17-4.
- Webb, Rev. T. W.  6th revised. Dover. 1962. ISBN 978-0-486-20917-3.
- Whitaker, Ewen A. . Cambridge University Press. 1999. ISBN 978-0-521-62248-6.
- Wlasuk, Peter T. . Springer. 2000. ISBN 978-1-85233-193-1.